# 香膏科
香膏科又名香膏木科、无距花科、树脂核科或核果树科。共有8属约50种，基本全部分布在美洲的热带地区，只有1种生长在非洲西部。
本科植物为常绿乔木或灌木，有香味；单叶互生，革质，有或无托叶；花的花瓣5；果实为核果。

## 属
- Duckesia
- Endopleura
- Humiria
- Humiriastrum
- Hylocarpa
- Sacoglottis
- Schistostemon
- Vantanea

1981年的克朗奎斯特分类法将其列在亚麻目中，1998年根据基因亲缘关系分类的APG 分类法认为分在金虎尾目中， 2003年经过修订的APG II 分类法维持原分类。